# ویاچسلاف گلازکوف
ویاچسلاف گلازکوف (اوکراینی: В'ячеслав Валерійович Глазков؛ زادهٔ ۱۵ اکتبر ۱۹۸۴) بوکسور اهل اوکراین است.